# Verschleppung von Kärntnern nach Jugoslawien 1945
Zur Verschleppung von Kärntnern nach Jugoslawien kam es im Mai 1945 nach dem Vorrücken jugoslawischer Partisanen in das zu Österreich gehörende Kärnten.

## Verlauf
Die Partisanen hatten sich in Kärnten ab 1941 im Untergrund organisiert. Am 8. Mai 1945 erreichten reguläre Einheiten der jugoslawischen Volksbefreiungsarmee Kärnten in einem Wettlauf mit der britischen Armee und hielten daraufhin Teile des Landes besetzt, bis sie auf Druck Großbritanniens bis zum 21. Mai abzogen.
Österreichische Staatsbürger, denen man Zusammenarbeit mit den Nationalsozialisten vorwarf, wurden von slowenischen Sicherheitsorganen (VDV – Vojska državne varnosti, „Staatssicherheitsarmee“) aus dem österreichischen Kärnten nach Jugoslawien verschleppt. Laut der „Amtlichen Darstellung“ der Sicherheitsdirektion für Kärnten wurden im Raum Klagenfurt und Rosental über 220 und im Jauntal 43 Personen von jugoslawisch-slowenischen Organen festgenommen. Während die letztgenannten 43 in die Burg Katzenstein in Begunje (Vigaun) in der Oberkrain gebracht wurden, gerieten die Gefangenen aus dem Raum aus dem Rosental und Klagenfurt, die in Richtung Dravograd (Unterdrauburg, ehemaliges Kronland Kärnten) gebracht wurden, in den Bereich der Endkämpfe nach der Kapitulation der deutschen Wehrmacht und der Massaker von Bleiburg. Im Schloss Hirschenau bei Völkermarkt wurden die Gefangenen verhört. 46 Personen wurden ausgesondert und nach Prevalje (Prävali) gebracht, von wo keiner zurückkehrte. Die anderen brachte man zum Schloss Streiteben, wo vier Personen „verschwanden“. 32 Männer und Frauen wurden von Streiteben ins Gefängnis in Maribor gebracht und kehrten ebenfalls nicht zurück. Die übrigen in Streiteben inhaftierten Österreicher wurden Ende Mai 1945 ins Lager Sterntal überstellt, wo zwei von ihnen starben. Im Spätsommer 1945 wurde ein Teil der in Sterntal gefangen gehaltenen Österreicher freigelassen, die übrigen Anfang 1946. Von den 263 in Kärnten festgenommenen Männern und Frauen kehrten 96 nicht zurück und sind als verschollen gemeldet. Von den 38 in Klagenfurt und Umgebung gefangen genommenen kehrten 22 nicht zurück. Nach Auswertung von Zeugenaussagen im Rahmen jüngster Untersuchungen von slowenischer Seite sollen etliche in einem Massengrab bei Leše/Liescha liegen, so der Vorsitzende der slowenischen Kommission zur Untersuchung der verborgenen Gräber aus der Nachkriegszeit, Marko Štrovs.

## Wissenschaftliche Beurteilungen
Mehr als die Hälfte der 263 verhafteten Österreicher aus Kärnten im Mai 1945 wurde von den Partisanen wieder freigelassen. Nicht mehr heimgekehrt und mit großer Wahrscheinlichkeit ermordet wurden 96 der so bezeichneten österreichischen „Verschleppten“ aus dem österreichischen Kärnten. Zu den 96 Personen kommen die 32 in der Oberkrain vermissten österreichischen Kärntner Zivilbeamten, welche ebenfalls nicht mehr heimkehrten. Insgesamt kehrten im Mai 1945 128 Kärntner österreichischer Staatsangehörigkeit nicht zurück. Nachweislich wurden zwei verhaftete Personen auf österreichischem Territorium getötet. Nach wissenschaftlichen Forschungen ist davon auszugehen, dass 130 österreichische Kärntner mit großer Wahrscheinlichkeit im Mai 1945 von den jugoslawischen Partisanen getötet wurden.
Gesicherte Daten aufgrund von tatsächlichen Exhumierungen der so genannten verschleppten Kärntner liegen dafür jedoch bislang nicht vor. Die in der Forschung genannten Zahlen beziehen sich in der Hauptsache auf Quellen der Sicherheitsdirektion von Kärnten. In der Hauptsache zielte der Massenmord auf jugoslawische Staatsbürger ab: Zum einen rächten sich die siegreichen kommunistischen Partisanen damit an ihren unterlegenen Feinden, ganz wesentlich dienten die Morde aber auch der gezielten Eliminierung möglicher künftiger politischer Konkurrenten und der Absicherung der Herrschaft in Nachkriegs-Jugoslawien.